# SC Jean Jaurès
SC Jean Jaurès – belgijski klub szachowy z siedzibą w Gandawie, dwukrotny mistrz kraju.

## Historia
Klub został założony w 1945 roku w gandawskim Volkshuis Jean Jaurès. W latach 1962–1963 klub zajmował drugie miejsce w drugiej lidze. W 1964 roku SC Jean Jaurès awansował do pierwszej ligi. W inauguracyjnym sezonie w Honours division klub był piąty. W 1967 roku klub spadł z ligi. W sezonie 1969 powrócił do pierwszej ligi i zajął trzecie miejsce w klasyfikacji końcowej. W latach 1971 i 1973 zespół zdobył mistrzostwo Belgii. W tym okresie zawodnikami klubu byli m.in. Bernard De Bruycker, Roeland Verstraeten, Marck Bonne i Willems. W późniejszym czasie zespół spadł z ligi.
W 2004 roku klub powrócił do Division 1. W sezonie 2005/2006 SC Jean Jaurès spadł z najwyższej klasy rozgrywkowej. Później zespół grał w najwyższej klasie rozgrywkowej jeszcze w sezonach 2009/2010, 2011/2012, 2015/2016, 2018/2019, 2019/2020 i 2023/2024.

## Arcymistrzowie w historii klubu
- Wiaczesław Ikonnikow[19]
- Viorel Iordăchescu[19]
- Konstantin Landa[19]
- Daniël Stellwagen[20]